# 川田忠之
川田忠之（かわだ ただゆき 、1965年5月3日 - ）は、北海道出身のゲームクリエイター、元ハドソン社員、1986年から1990年にかけて活躍したファミコン名人の川田名人としても知られる。

## 来歴
北海道苫小牧市出身。駒澤大学附属苫小牧高等学校、北海道スクールオヴビズネス専門学校卒業。当時のハドソンがプログラマーを大量に必要としていたため、内定をもらった同級生に連れて来られるかたちで入社試験を受けた。高橋名人によると、入社試験はトイレ掃除であったという。

## ファミコン名人として
高橋名人の述懐によると、第2回全国キャラバンにおいて、高橋名人と当時ハドソンのアルバイトであった毛利名人の二人だけでは全国の会場を回ることができないという事情から、ハドソンは「名人」を拡充する必要に迫られていた。そこで新入社員にスターソルジャーをプレイさせ、高得点を収めた川田と桜田の二名が新たに名人としての活動を行う事となった。両名は「ファミコン名人高橋塾第一期生」として扱われていたとされる。
1986年に開催されたハドソン主催のイベント「第2回TDK全国キャラバン スターソルジャー ファミコン大会」で名人としてデビュー。高橋名人によると、川田にはカメラの前でのトーク力に難があったが、そうした点が却ってファンから愛されたのだという。

## クリエイターとして
ハドソンでは『スーパースターソルジャー』『ソルジャーブレイド』などのシューティングゲームや『ドレミファンタジー ミロンのドキドキ大冒険』といったアクションゲームなど同社の様々なゲームを多数手掛けた。
同社の『桃太郎電鉄』シリーズでは『11』以降主要スタッフとして制作に参加しており、『11』制作の際に、前作でさくまが抱いていた不満点を全て解消したことから以降の作品では川田を筆頭とする「Team Kawada」が制作を手掛けるようになった。ハドソン吸収合併後に発売された『2017』の制作にもゲームディレクターとして関わっている。同シリーズの作者・ゲーム監督であるさくまあきらは、川田のハドソン退社が決定した際に自身のブログにおいて「私と土居ちゃんにとっては、ここ10年間ぐらいは、川田忠之くんのために『桃太郎電鉄』を作っていたようなものだったので、どうしても『桃鉄』を作りたいという気持ちが失せてしまった。いわゆる「義理」がなくなってしまったのだ。」と語っている。
2010年8月、ハドソン退社。
2019年1月に札幌市豊平区平岸に株式会社MOMOを設立、代表取締役として現在もゲーム制作に携わっている。

## 参加作品
ゲームデザイン
- スーパースターソルジャー
- スターパロジャー
- ドレミファンタジー ミロンのドキドキ大冒険
- 桃太郎まつり
- 桃太郎電鉄X 〜九州編もあるばい〜

プロデュース
- 桃太郎電鉄16 北海道大移動の巻!
- 桃太郎電鉄20周年
- 桃太郎電鉄2010 戦国・維新のヒーロー大集合!の巻

ディレクション
- ダンジョンエクスプローラー
- ガンヘッド
- 魔神英雄伝ワタル外伝
- ボンバーマンビーダマン
- スーパービーダマン ファイティングフェニックス
- 爆球連発!!スーパービーダマン
- 超速スピナー
- 桃太郎電鉄11 ブラックボンビー出現!の巻
- 桃太郎電鉄12 西日本編もありまっせー!
- 桃太郎電鉄USA
- 桃太郎電鉄G ゴールド・デッキを作れ!
- 桃太郎電鉄15 五大ボンビー登場!の巻
- 桃太郎電鉄DS TOKYO&JAPAN
- 桃太郎電鉄2017 たちあがれ日本!!

その他
- ドラえもん - スペシャルサンクス
- ヘクター'87 - ゲームアドバイザー
- ニュートピア - シナリオ・アドバイザー
- 桃太郎伝説ターボ - スペシャルサンクス
- 桃太郎伝説II - 協力
- スーパー桃太郎電鉄II - 協力
- ソルジャーブレイド - スーパーバイザー
- スーパーボンバーマン ぱにっくボンバーW - スペシャルサンクス
- クリスタルビーンズ フロム ダンジョンエクスプローラー - アドバイザー
- アースライト ルナ・ストライク - スペシャルサンクス
- マリオパーティ2 - スペシャルサンクス
- 大貝獣物語II - プロダクト・マネージメント
- 爆ボンバーマン2 - スーパーバイザー
- 天外魔境III NAMIDA - 協力
- テトリスパーティ - プロジェクトマネージャー
- 桃太郎電鉄 〜昭和 平成 令和も定番!〜 - スペシャリスト